# Риџли (Мериленд)
Риџли (енгл. Ridgely) град је у америчкој савезној држави Мериленд.

## Демографија
По попису из 2010. године број становника је 1.639, што је 287 (21,2%) становника више него 2000. године.
| Група             | 2000.         | 2010.         |
| Белци             | 1.074 (79,4%) | 1.220 (74,4%) |
| Афроамериканци    | 211 (15,6%)   | 267 (16,3%)   |
| Азијати           | 8 (0,6%)      | 3 (0,2%)      |
| Хиспаноамериканци | 43 (3,2%)     | 97 (5,9%)     |
| Укупно            | 1.352         | 1.639         |